# Gwendoline Christie
Gwendoline Christie (født 28. oktober 1978 i Worthing, West Sussex) er en britisk skuespiller.
Siden 2012 har hun spillet rollen som Brienne af Tarth i tv-serien Game of Thrones.

## Filmografi

### Film
| År   | Titel                                | Rolle | Noter |
| ---- | ------------------------------------ | ----- | ----- |
| 2007 | The Time Surgeon                     |       |       |
| 2009 | The Imaginarium of Doctor Parnassus  |       |       |
| 2013 | The Zero Theorem                     |       |       |
| 2015 | The Hunger Games: Mockingjay - Del 2 |       |       |
| 2015 | Star Wars: The Force Awakens         |       |       |
| 2016 | Absolutely Fabulous: The Movie       |       |       |
| 2017 | Top of the Lake                      |       |       |
| 2017 | Star Wars: Episode VIII              |       |       |

### Tv-serier
| År        | Titel             | Rolle            | Noter |
| --------- | ----------------- | ---------------- | ----- |
| 2012-2014 | Wizards vs Aliens |                  |       |
| 2012-2019 | Game of Thrones   | Brienne of Tarth |       |